# Pederstrup Sogn (Ballerup Kommune)
 For alternative betydninger, se Pederstrup Sogn. (Se også artikler, som begynder med Pederstrup Sogn)
Pederstrup Sogn er et sogn i Ballerup-Furesø Provsti (Helsingør Stift), der blev udskilt fra Ballerup Sogn i 1975. Sognet ligger i Ballerup Kommune (Region Hovedstaden). Indtil Kommunalreformen i 2007 lå det i Ballerup Kommune (Københavns Amt). I Pederstrup Sogn ligger Vestkirken og Hedegårdskirken.
I Pederstrup Sogn findes flg. autoriserede stednavne:
- Pederstrup (bebyggelse, ejerlav)